# Takashi Suzuki

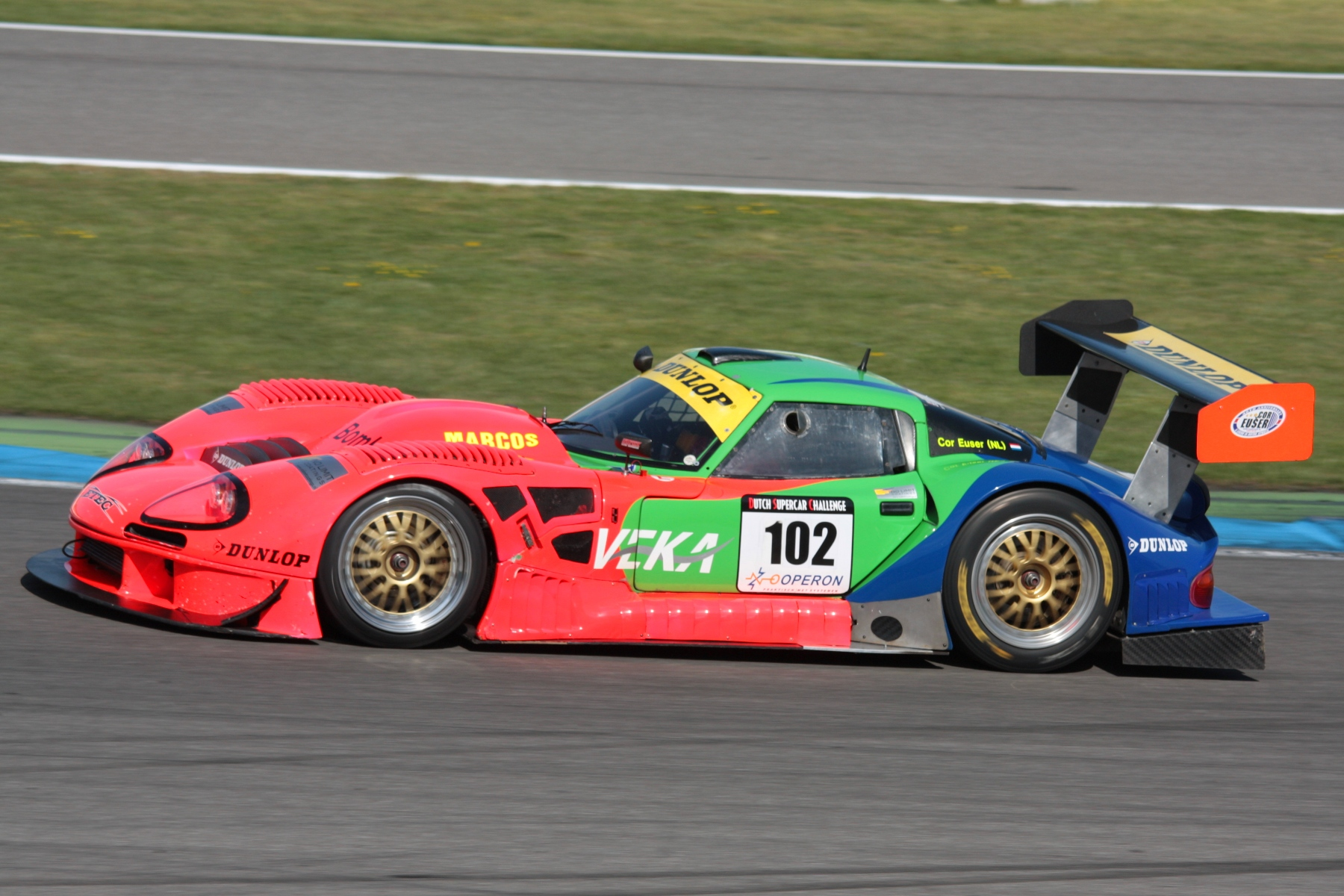
Marcos Mantara LM600

Takashi Suzuki (jap. 鈴木 隆司, Suzuki Takashi; * 16. September 1948) ist ein ehemaliger japanischer Autorennfahrer.

## Karriere im Motorsport
Takashi Suzuki war in seiner Karriere zweimal beim 24-Stunden-Rennen von Le Mans am Start. 1996 pilotierte er einen von Seikel Motorsport gemeldeten Porsche 911 GT2 gemeinsam mit Guy Fuster und Manfred Jurasz an die 18. Stelle der Gesamtwertung. Ein Jahr später fiel er im Werks-Marcos Mantara LM600 nach einem Motorschaden vorzeitig aus.
Abseits von Le Mans war er mehrmals beim 1000-km-Rennen von Suzuka und beim 24-Stunden-Rennen von Daytona am Start. Sein größter Erfolg im internationalen Sportwagensport war der siebte Gesamtrang in Suzuka 2000.

## Statistik

### Le-Mans-Ergebnisse
| Jahr | Team                        | Fahrzeug             | Teamkollege | Teamkollege    | Platzierung | Ausfallgrund |
| ---- | --------------------------- | -------------------- | ----------- | -------------- | ----------- | ------------ |
| 1996 | Seikel Motorsport           | Porsche 911 GT2      | Guy Fuster  | Manfred Jurasz | Rang 18     |              |
| 1997 | Marcos Racing International | Marcos Mantara LM600 | Cor Euser   | Harald Becker  | Ausfall     | Motorschaden |